# 全国残障保险计划
全国残障保险计划(NDIS)是澳大利亚政府的一项计划，为65岁以下的重大和永久性残障人士提供合理且必要的支持。 该计划于2013年在“让它成为现实”社区运动和残疾群体的倡导下首次推出。 该计划由国家残疾保险机构（NDIA）作为社会服务部的一部分进行管理，并由NDIS质量和保障委员会监督。
NDIS模式将资金分配给个人，由个人、其监护人或私人“计划经理”从供应商处购买商品和服务。该计划完全由公共资金资助，不进行资产调查，受益人无需直接购买或为该计划出资。NDIS独立于残疾支持养老金和任何州或领地的残疾项目，尽管NDIS导航服务可能会帮助个人获得这些支持。NDIS专门资助残疾支持，而非与医疗相关的费用；这些费用仍由Medicare和州及领地政府的卫生服务提供公共资助。
2024年通过的立法对NDIS进行了改革，以更好地管理该计划的成本和所提供支持的有效性。该方案提供了约5亿澳元，用于改进监管和基于证据的采购机制，修订本地联络服务，并改革NDIS定价以提高透明度和可预测性。该立法是对独立NDIS审查、对一些NDIS参与者和供应商涉嫌欺诈的担忧以及低价值支持增加的回应。

## 历史

### 背景
各州和领地在成立后不久便开始运营收容所和其他为残疾人设立的机构，模仿了英国的主要治疗模式。这些机构通常规模较大且为住院性质。
联邦《1908年残疾和老年养老金法》为“永久丧失工作能力”且无法由家庭支持的人提供“残疾养老金”（前提是他们满足种族和其他要求）。 这笔钱可以用于受益人的护理和援助。
1941年，柯廷政府启动了“残疾养老金领取者职业培训计划”。该计划为非永久性丧失工作能力的人提供职业治疗和相关服务，帮助他们就业。1948年，该机构成为联邦康复服务机构，并继续其工作。
20世纪70年代，澳大利亚对严重残障人士的照料从机构化转向社区照料。 1974年，高夫·惠特拉姆提出了一个类似于当年新西兰创建的全国残障保险计划。学者唐娜·麦克唐纳认为，是财政部长比尔·海登说服惠特拉姆将重点放在引入Medicare上。
1991年，残疾支持养老金（DSP）取代了残疾养老金，旨在增加受益人的康复和有偿工作时间。
2005年，新南威尔士州政府创建了终身照护和支持计划，为在交通事故中严重受伤的人提供持续的照护。
2006年，Yooralla主席布鲁斯·博尼哈迪与前工党内阁部长布莱恩·豪会面，后者将他介绍给一个被称为残障投资小组的人群。残障投资小组在2008年向澳大利亚2020峰会提交了一份独立建议书，随后将其建议发送给生产力委员会。 生产力委员会在2011年发布了一份关于该问题的报告。 澳大利亚的残疾问题“被视为一个经济问题，而不是一个社会问题”。 普华永道在2011年的研究发现，到2025年左右，维持现状的成本将高于实施NDIS的成本。 2011年，澳大利亚政府委员会同意澳大利亚的残障部门需要改革。
2011年，有建议将心理社会残障纳入该计划。 由于心理健康部门采用康复方法而非关注永久性残障，这引发了一场文化冲突。
根据澳大利亚健康与福利研究所2012年9月的一份报告，近年来澳大利亚对残障援助的需求显著增加。

### 成立

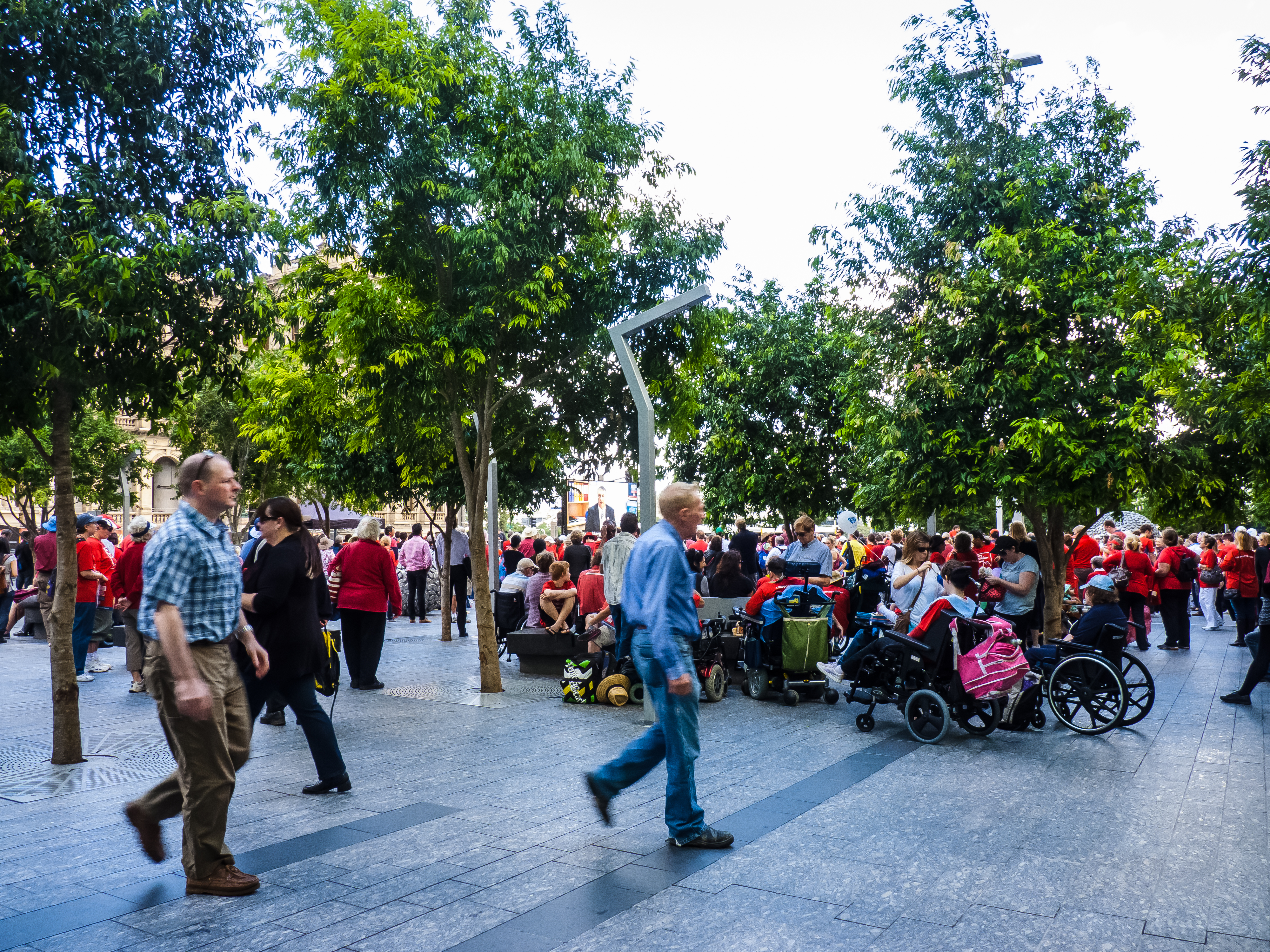
支持 NDIS 的集会，布里斯班，2012。

2012 年 11 月，时任总理朱莉娅·吉拉德向联邦议会提交了建立 NDIS 的法案。  该法案于 2013 年 3 月通过，成为《 2013 年全国残疾保险计划法案》 。 目前有一个COAG残障改革委员会继续监督NDIS。 
2013年阿博特政府上台时，负责 NDIS 的助理部长是米奇•费菲尔德(Mitch Fifield) ，他将 NDIA 的雇员人数限制在3000人以内，而生产力委员会估计需要1万人。
2013年澳大利亚联邦预算承诺为NDIS提供143亿澳元的资金，通过将Medicare征税提高0.5%来支付。 截至2013年5月，澳大利亚政府估计，澳大利亚的残障部门需要翻倍才能满足NDIS的需求。 该计划的第一部分于2013年7月1日启动。 它最初被称为“澳大利亚残障护理”，仅在南澳大利亚、塔斯马尼亚、新南威尔士州的猎人地区和维多利亚州的巴尔温地区实施。NDIS随后于2014年7月在澳大利亚首都领地（ACT）启动。Medicare征税于2014年7月1日从1.5%提高到2%，以资助NDIS。
在该计划实施的前九个月，已有 5,400 名残障人士享受了 NDIS 计划。 
2014年至2015年5月期间，澳大利亚残障人士组织与Max Hardy咨询公司合作，在国家残障保险署（NDIA）的支持下，领导了一项名为“全国残障保险计划（NDIS）公民陪审团评分卡”的项目。这涉及12名澳大利亚人，包括残障人士，被随机选为非专业陪审员，负责确定NDIS在多大程度上实现了其既定愿景和目标。 
2015年2月，政府的残障康复和就业机构CRS Australia被废除，其职能通过NDIS和残障就业服务市场分配。
2015年底，阿博特政府开始对NDIA董事会进行重大变革。包括时任董事会主席布鲁斯·博尼哈迪在内的现任董事声称，他们在被告知之前，其职位已被公开招聘。  2016 年 10 月，时任社会服务部长克里斯蒂安·波特 (Christian Porter ) 宣布他打算任命几名新董事会成员，包括一位新主席。新任命的成员主要来自不同的企业领域，包括“金融服务、卫生、能源、资源、教育和艺术领域”， 而前任董事会成员则拥有残障人士领域的工作经验。  2017 年 1 月 12 日，新任命的董事会成员，包括现任主席海伦·纽金特博士，于2017年1月12日正式公布 
2016年澳大利亚联邦预算试图通过重新评估残障支持养老金领取者的工作能力和削减碳定价计划的补偿金，为NDIS基金节省21亿澳元。 其中包括取消一项让人们了解 NDIS 的广告活动。 此外，该预算还承诺将国家残疾保险局（NDIA）的永久雇员数量减少至 3,000 人。 澳大利亚残障人士组织（People with Disability Australia）担心，NDIS 会成为“政治筹码”。 

### 全国推广
NDIS 于 2016 年 7 月 1 日在全国范围内推行。  NDIS 首席执行官戴维·鲍文 (David Bowen) 于 2017 年 3 月宣布辞职，并于 2017 年 11 月生效。 他的继任者是西澳银行前首席执行官罗布·德卢卡 (Rob De Luca)。 
2018 年 4 月，NDIA 宣布Serco将在墨尔本和维多利亚州偏远地区运营联络中心两年。 这引起了澳大利亚残障人士权益倡导组织和其他人士的担忧，他们担心 Serco 缺乏与残障人士打交道的经验。 
《金融评论报》指出，NDIS“本身正在成为一种经济因素”，尤其是在偏远地区。 
弗林德斯大学关于 NDIS 运行情况的一份报告发现，自 NDIS 推出以来，一半的 NDIS 参与者所获得的支持要么减少了，要么没有感受到支持水平的变化。 
据报道，2018 年，NDIA 拨出 1000 万澳元的预算用于法律服务，目的是阻止人们根据该计划索要更多钱财或阻止他们参与该计划。截至 5 月份，法院已解决 260 起案件，其中 40% 的案件由 NDIA 败诉。 
NDIS 一直在开发一款名为“Nadia”的虚拟助手，它采用演员凯特·布兰切特的声音，以虚拟形象的形式呈现。 
截至 2019 年 6 月 30 日，约有 298,816 名残障人士得到了 NDIS 的支持。  2019 年的 Tune Review 提出了 29 项建议来帮助 NDIS。 
2021 年，将为 7 岁以上的 NDIS 参与者引入独立评估。 独立评估将重点关注“个人情况和功能能力”。 评估人员将是合格的医疗专业人员，他们不是 NDIA 雇员，也不能是参与者的常规医疗保健专业人员。 评估将持续 1 至 4 小时，评估员将“询问您的生活和对您重要的事情，并要求查看您如何处理一些日常任务。他们将根据您的年龄或残障情况，与您一起使用一些标准化的评估工具”。 残障人士权益倡导者对独立评估的引入表示担忧，  而 NDIA 已明确将独立评估的引入与控制 NDIS 的成本联系起来。 虽然联盟党政府致力于引入独立评估，但并未获得议会支持。 在残障人士联盟“每个澳大利亚人都重要”的游说活动之后，一项独立评估试行计划于 2021 年 4 月被搁置。进一步的活动使其在2021年7月完全被废除。
到 2022 年 4 月，澳大利亚约有 85% 的残障人士没有享受 NDIS 的保障。NDIS为约518,000名残障人士提供服务，而澳大利亚估计有440万人生活在残障中。ABC采访的专家认为，这部分是因为65岁以上的人不符合NDIS支持的资格，而且一些不太明显的残障更难以确定资格。 
2024 年 8 月，一系列 NDIS 改革法案获得通过，计划在接下来的四年内减少 140 亿澳元的 NDIS 支出。改革包括将基础残疾支持转移到各州而不是 NDIS，收紧某些支持的资格规则，并设定 8% 的年度支出增长目标。   

## 服务
NDIS 第一阶段旨在为严重和永久性残疾的人提供合理和必要的支持。 
NDIS 资助的支持分为三个领域。 “核心支持”包括日常消耗品，如节制辅助用品、个人护理援助、社会和社区参与支持以及交通资金。  “能力建设”旨在培养残障人士的独立性和管理自己生活的能力。  “资本支持”预算旨在用于非常昂贵的辅助技术和家居或车辆改造。 通过 ILC 计划，NDIS 参与者还获得了开办微型企业的支持。  
启动的第一年服务了：
- 最初从新南威尔士州纽卡斯尔地方政府区域选取的约 3,000 人
- 大约1500名南澳大利亚州0至5岁的残障儿童
- 大约800名塔斯马尼亚州15至24岁的合格年轻人
- 维多利亚州巴旺地区约 4,000 人，包括大吉朗市、科拉克-奥特威郡、昆斯克利夫自治市和冲浪海岸郡的地方政府区域，以及
- ACT 准备从 2014 年 7 月开始为 2,500 名居民提供支持。

澳大利亚首都领地成为第一个完成 NDIS 推广的州或领地。 
截至2015年，受助残障人士人数已增至2万名。有人建议将参与人数增加到 41万，但这一数字仍不确定。  NDIS 有两个主要切入点：针对 6 岁以下儿童的早期儿童早期干预计划，以及针对 6 至 65 岁儿童的一般计划。 
2017年，NDIS的年度预算为7亿澳元，用于为有高支持需求的2.8万人提供专门的残疾住宿。 
截至 2015 年，超过 7,000 名年轻残障人士住在养老院。  NDIS的一个目标是将较年轻残障人士从养老院中转移出来。 
直到 2017 年底前，治疗吞咽困难的疗法都由 NDIS 资助。吞咽困难以及其他言语病理状况被修订为健康状况而非残疾，并转由州和领地卫生服务部门管理。 
NDIS 每天完成 30 万至 50 万笔付款，并且直到 2024 年初，非营业时间提出的索赔都会自动处理，不受监督。它是澳大利亚政府第二大索赔系统，每天处理的索赔仅次于医疗保险计划。 

## 计划成本
在2013年澳大利亚联邦预算中，联邦政府坚持回归盈余，NDIS的成本成为争论焦点。2010年，生产力委员会估计每年将花费150亿澳元。两年后，政府报告将这一数字修正为2018年的220亿澳元。 据残障人士改革部长珍妮·麦克林称，该计划实际上将使支持残障人士的成本增加一倍。一些州的残疾事务部长最初表示，NDIS 的立法草案缺乏灵活性，并批评其规定性太强。 
第一个全额承诺为该计划提供资金的州是新南威尔士州，2012 年 12 月 7 日，费用大致由联邦政府和州政府分担。 时任昆士兰州州长坎贝尔·纽曼 (Campbell Newman ) 希望联邦政府全额资助该计划， 他认为，在该州债务高企的情况下，该州无法承诺提供资金。 2013 年 5 月 8 日，坎贝尔·纽曼签署了支持该计划的协议。 
2013 年 5 月 2 日，塔斯马尼亚州与联邦政府达成协议州政府承诺拨款 134 万澳元的初始资金。 北领地于 2013 年 5 月 11 日签署协议加入该计划。 自 2014 年 7 月 1 日起，医疗保险税从 1.5% 上涨至 2%，以帮助资助 NDIS。 
该计划的资金来源非常复杂，由联邦政府和州/领地政府等多个机构筹集。 维多利亚导盲犬协会抱怨称，该协会只有一半的会员符合 NDIS 的资格，而且由于公众认为维多利亚导盲犬协会是由 NDIS 资助的，因此他们正在失去捐款。 
斯科特·莫里森于 2017 年 1 月宣布，生产力委员会将对 NDIS 进行独立审查。 一名住在莫里亚克的维多利亚州男子赢得了一场针对 NDIS 的诉讼，因为 NDIS 只同意资助他到吉朗工作和参加“NDIS 支持的活动”的交通费用的 75%。 
据称，对 NDIS 的重视源自 2011 年生产力委员会发布的报告。 
2017 年预算后，曾提议将医疗保险税增加 0.5%  ，但在 2018 年 4 月，该提议被取消，因为政府找到了“其他收入来源”。残障团体敦促政府提供更明确的说明。  2018年，莫里森政府设立了一个干旱未来基金，为农民提供39亿澳元，这些资金来自NDIS的“重新分配”。 
NDIS提供资金根据残障人士的需求改造住房，使他们能够安全地进入并在经常使用的区域内舒适地移动。 
独立智库 Per Capita 2021 年的一份报告估计，在 NDIS 上每花费 1 澳元，就能获得 2.25 澳元的投资回报。  NDIS 是澳大利亚第二昂贵的政府项目，仅次于养老金。 
NDIS在2021-22年的成本为293亿澳元，2022-23年为339亿澳元，2023-24年为380亿澳元，预计2024-25年为414亿澳元，2025-26年为446亿澳元。 
2024 年，澳大利亚政府精算师预测，到 2034 年，NDIS 每年的成本可能高达 1250 亿澳元，到 2023 年的增长率为 23%。 

## 人员配置和劳动力
生产力委员会报告称，一些地区的残疾服务员工数量还不到满足 NDIS 服务需求所需的 40%。  2016 年 7 月至 2017 年 10 月期间，NDIA 在顾问和承包商身上花费了超过 1.8 亿澳元，珍妮·麦克林 (Jenny Macklin)认为，这是因为 NDIA 的人员配备存在上限。 在接受新南威尔士大学的采访时，残疾支持工作者仅能指出 NDIS 对工作质量的负面影响。 阿尔巴尼斯政府计划取消人员上限。 
尽管 2014 年政府关于 NDIS 的一份报告预测该计划将使护理人员能够更多地参与劳动力或与工作相关的活动，但截至 2018 年，证明这一点的证据有限。 
截至 2021 年，据估计，NDIS 在 20 个不同职业中雇用了超过 270,000 人，并间接为数万人提供了就业。 

## 如何管理 NDIS 计划
每位参与者都有一个被称为计划的资金分配。每个计划包含可以用于预先批准的活动（如治疗）的资金。  NDIS计划有三种管理方式：由参与者或其指定人管理计划，由注册的计划管理提供者管理，或由NDIA管理。 如果参与者自行管理其计划，他们被告知要保留所有购买记录，以备将来审计之用。 

## NDIS 质量与保障委员会
NDIS 质量和保障委员会( NQSC ) 允许 NDIS 参与者对通过 NDIS 提供的服务的安全性和质量提出投诉。自 2020 年 7 月 1 日起，NQSC 将全面管辖澳大利亚全境 NDIS 的质量和安全。该委员会于 2018 年 7 月 1 日开始监督新南威尔士州和南澳大利亚州的 NDIS。从 2019 年 7 月 1 日起，它还开始在昆士兰州、澳大利亚首都领地、维多利亚州、塔斯马尼亚州和北领地运营。该制度的最终生效日期为 2020 年 7 月 1 日，届时 NQSC 将开始监管西澳大利亚州的 NDIS，整个 NDIS 都将接受 NQSC 的监督。 

## 信息联结和能力建设（ILC）计划
虽然 NDIS 将为澳大利亚的一些残障人士提供支持，但 ILC 计划旨在通过提高社区接纳残障人士的能力，并帮助残障人士获得更广泛的社区支持，为澳大利亚所有残障人士提供支持。  ILC 计划向组织提供资助。从 2020 年中期开始，ILC 项目移交给了社会服务部。 

## 准入和欺诈问题
2024 年，一位前财政部经济学家表示：“在谈到NDIS时，我们需要讨论的是工作的质量和提供支持的质量，而不仅仅是工作的数量和支持的数量。许多由NDIS创造的工作并不是直接惠及残障人士的一线护理工作。”。 2024 年，《澳大利亚金融评论报》称，“NDIS的无控制增长正在助长澳大利亚的通货膨胀和生产力问题，经济学家和商业运营者认为[...]澳大利亚现在是世界上在残障方面支出最多的政府之一，每年支出超过840亿澳元（超过GDP的3%），用于NDIS、残障支持养老金和照顾者支付等项目。” 
2024 年，在比尔·肖顿 (Bill Shorten) 的领导下，成立了一个新的工作组，专门打击 NDIS 提供商的价格歧视。这将针对那些根据参与者是否获得 NDIS 资金而向其收取不同费用的提供商。 
2022 年，时任澳大利亚刑事情报委员会负责人的迈克尔·费伦 (Michael Phelan) 警告称，NDIS 中多达五分之一的残障人士资金被有组织犯罪集团骗取，每年高达 80 亿澳元。 犯罪分子一直在操纵参与者为毒品、假期和汽车提供资金，费伦促使人们进行彻底审查。  
2015-2016 年度，参与者的资金仅得到了 76% 的利用，生产力委员会表示，这一情况令人担忧，因为这可能会导致参与者的结果更差。 截至 2017 年，约 90% 的 NDIS 成本与参与者资金计划有关。 
2018 年，布鲁斯·博尼哈迪 (Bruce Bonyhady) 表示，尚未解决的一个关键问题是，那些未获得 NDIS 支持的人将获得什么支持。 人们担心轻度智力障碍者以及那些社会边缘人士会难以加入 NDIS。 
前残奥会运动员简·派克 (Jan Pike ) 在 2017 年 2 月表示，在加入NDIS后，她花了五个月才收到轮椅，而且她无法找到承包商安装淋浴扶手，因为他们担心由于NDIS网络门户“坏了”而无法获得报酬。一个名为“NDIS基层讨论”的脸书小组被创建，供残障人士讨论他们对NDIS的体验。  
2017 年 4 月，身患绝症的 Kirsten Harley 被拒绝通过NDIS获得增强通信，因为评估称她的病情可能会因此恶化。澳大利亚神经系统联盟表示，NDIS计划没有与了解神经系统疾病的人一起制定，因此是不完备的。 贾斯汀·耶伯里 (Justin Yerbury)博士因被评估预期寿命较短而被拒绝提供轮椅和无障碍住房改造。 蒂姆·鲁本纳赫 (Tim Rubenach) 加入了 NDIS，但他的辅助设备直到他去世后才送达。他的家人表示，设备交付的延迟加速了他的死亡。 
2017年6月，有报道称，编写NDIS计划的过程已从几周缩短到几小时，要求审查的人则被切断了基本服务。 
2017 年 5 月有报道称，在巴旺地区，对于成年残疾公民的管理时间延长了，但服务却没有增加。 
已制定的一些指南显示NDIS将如何与其他系统（如卫生系统、儿童保护和教育服务）互动。 这些互动在2017年9月被描述为在NDIS和现有服务之间“转移成本”。
2017年9月，有报道称，由于不再有区块资金，许多专业服务正在关闭，使NDIS参与者更难使用他们的资金包。 
2017 年 9 月，有预测称，晚发性儿童残疾（2-3 岁）在 ECEI 模式中可能得不到充分服务。 
澳大利亚残障人士服务的最高机构国家残障人士服务中心于 2018 年 2 月估计，NDIS 可能欠服务提供商3 亿澳元。 
《澳大利亚人报》在 2018 年 3 月指出，塔罗牌解读师和其他边缘疗法提供者已成为了 NDIS 提供者。 
参与者或其照顾者可以通过向行政上诉法庭提出上诉，来对其NDIS资金的决定提出异议。为幼儿治疗分配的资金数额是根据标准化的内部 NDIA 临床指南确定的，而不是由治疗医生决定。 
2024 年 6 月， 《澳大利亚金融评论报》 （AFR）发现，一些供应商声称为参与者的旅行和假期提供高达 20,000 澳元的 NDIS 资金。报告指出，虽然 NDIS 资金可用于支付因残疾而需要度假的额外费用，但相关指导方针“模糊，容易被未注册的旅行社滥用”。残疾旅行运营商的总经理彼得·内格里 (Peter Negri) 指出，未经注册的运营商会使用短期休假资金来支付日本迪士尼乐园之旅或巴罗莎谷直升机之旅的费用——实际上是创造了一个由纳税人资助的假期，有时每人的费用高达2万澳元。 Negri 先生表示，这些欺诈行为正在“破坏合法提供者的声誉”，该行业现在将NDIS参与者视为“成熟的金钱桶”。 
在同一篇文章中，NDIS 诚信负责人约翰·达多 (John Dardo) 表示，虽然NDIS支付是由善意的人设置的，但系统还不成熟。达多将 NDIS 与 Medicare 进行了对比，指出后者对哪些项目可获得资助、哪些项目不可获得资助有着严格的规定。他还提请注意计划经理的影响，计划经理通常是私营公司的员工，他们有权批准基金分配。一些计划管理者，特别是较小的组织，经常被发现在没有任何证据的情况下批准向相关企业或人员提供资金。 AFR分析发现，约300名计划管理者未能满足获得税务记录声明的要求，这表明这些组织在管理参与者的NDIS计划时没有适当管理自己的公司税务和财务事务。 